# كوسكو
كوزكو (Cusco)، أو قوسقو كما تلفظ بلغة كيشوا، هي مدينة في جنوب شرق البيرو، تقع بالقرب من وادي أوروبامبا بجبال الأنديز. وهي عاصمة منطقة أو محافظة كوزكو. يقدر عدد سكانها بحوالي 300000 نسمة. كانت عاصمة إمبراطورية إنكا المعروفة بعبادة الشمس. وقد وجد في عام 2006 أنها البقعة الأكثر احتوائاً على الأشعة فوق البنفسجية على كوكب الأرض.
استوطنها الإسبان في 15 نوفمبر 1533. وقد أسسها رسمياً الفاتح فرانسيسكو بيزارو في 23 مارس 1534. للكثير من الآثار التي بنيت بعد الفتوحات الإسبانية تأثير من حضارة إنكا التي كانت موجودة في المنطقة. قام الإسبان بتأسيس مدينة جديدة على أنقاض عاصمة إنكا القديمة، فاستبدلوا معابدها بكنائس وقصور. في عام 1950 دمر زلزال كبير أجزاء مهمة من المدينة، وقد تأثرت بعض المباني مثل الدير الدومينيكانية وكنيسة سانتو دومينغو. وقد يكون ذلك الزلزال ثاني أكبر الزلازل التي حدثت للمدينة بعد زلزال عام 1650.

## السياحة
أصبحت المدينة المعلم السياحي الأبرز في البيرو وتعتبر من أكثر المدن زيارة في أمريكا الجنوبية.
في الوقت الحاضر، السياحة هي أساس النمو الاقتصادي في المدينة بدءاً من أوائل 2000، حيث تجتذب حوالي 1.5 مليون سائح كل سنة.

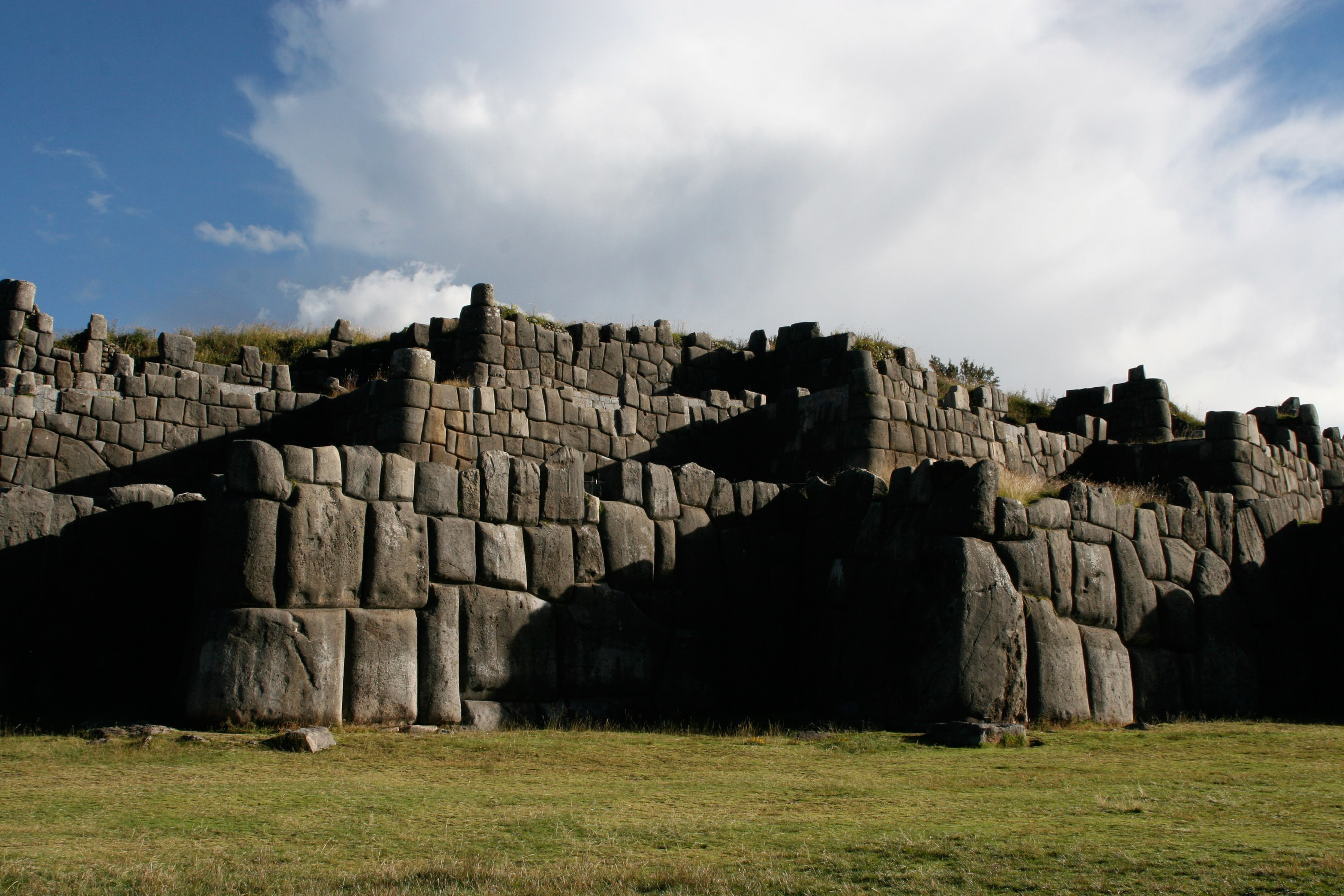
أنقاض ساكسيومان

## الطعام
باعتبارها عاصمة لإمبراطورية الإنكا، كانت كوزكو منطقة زراعية هامة. كانت محمية طبيعية لآلاف الأنواع البيروفية الأصلية، بما في ذلك حوالي 3000 نوع من البطاطس التي يزرعها الناس. المطعام الحديثة ومطاعم الأنديز الموجودة في كوزكو تتضمن مكونات تقليدية وعالمية.